# Dorfkirche Zichow

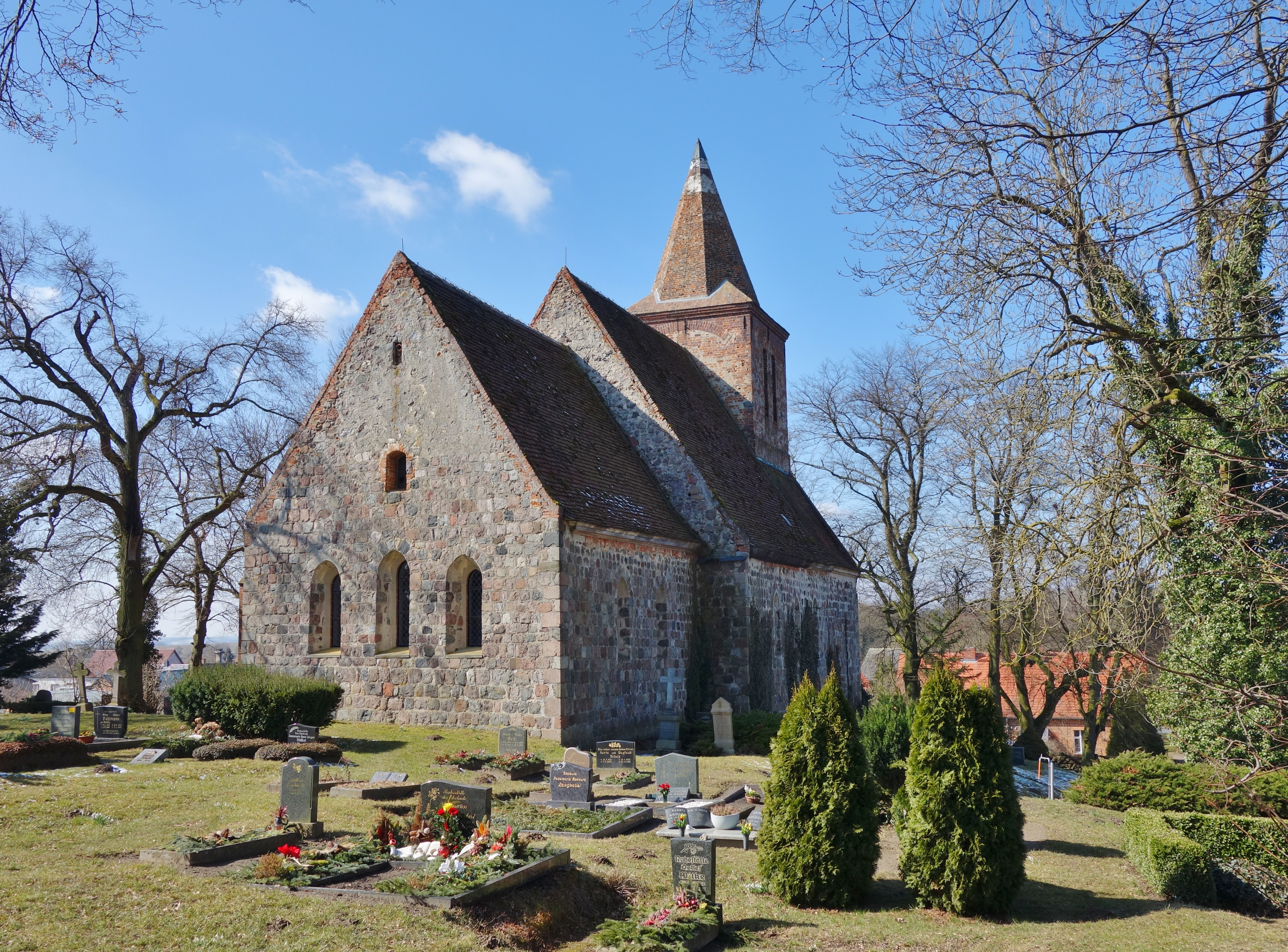
Dorfkirche Zichow

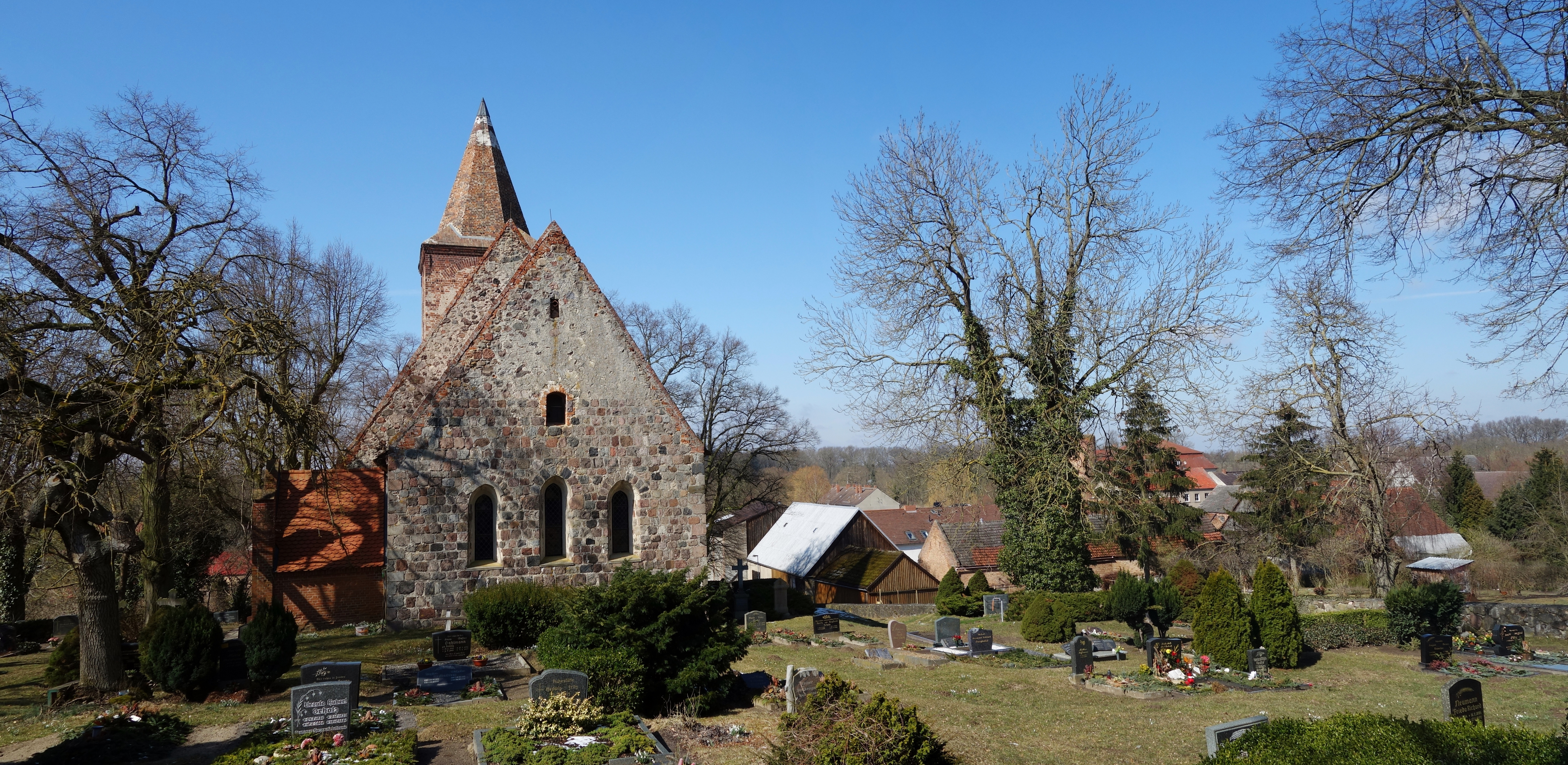
Ostansicht

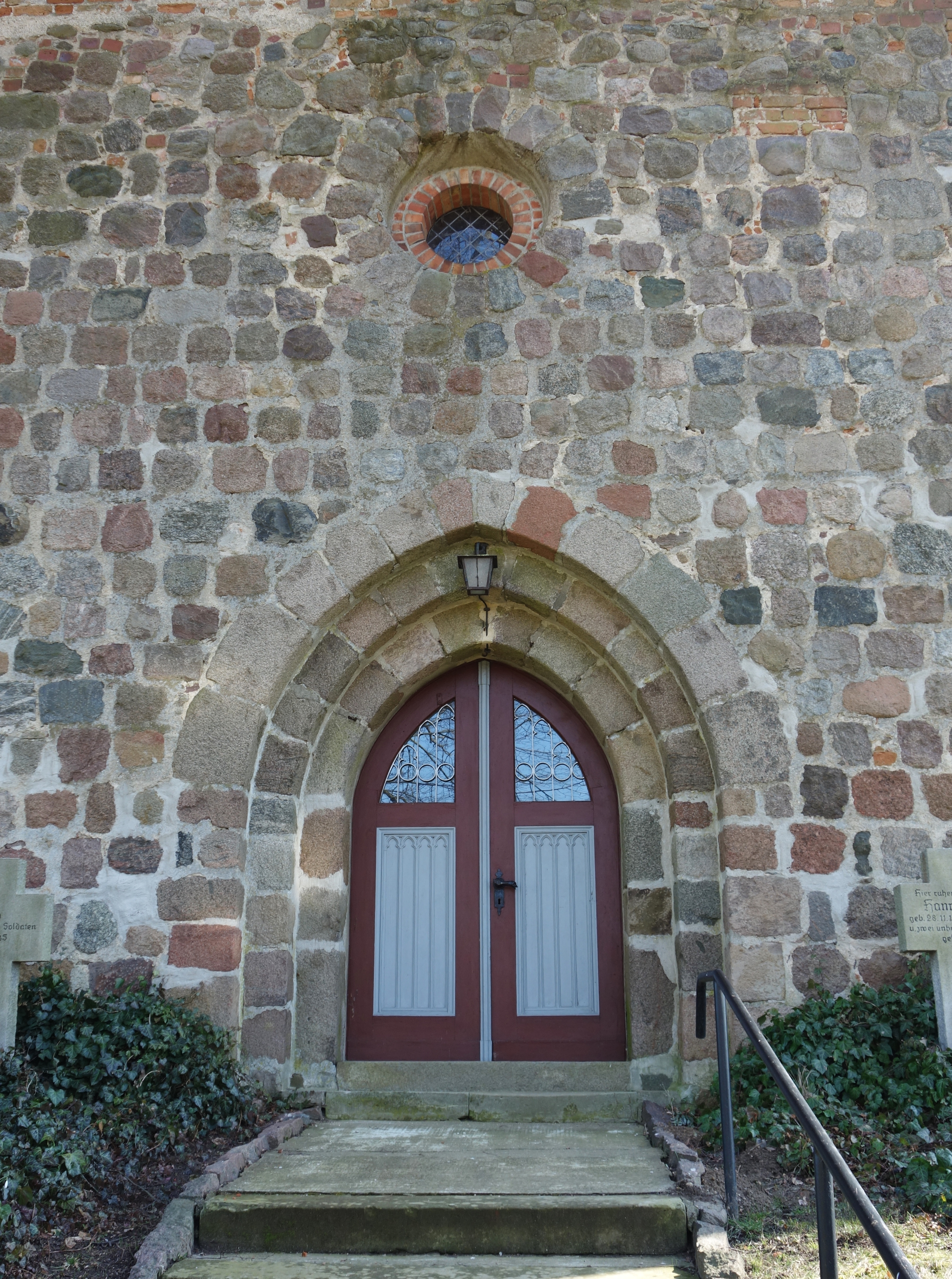
Westportal

Die evangelische Dorfkirche Zichow ist eine gotische Saalkirche in Zichow (Amt Gramzow) im Landkreis Uckermark in Brandenburg. Sie gehört zum Pfarrsprengel Gramzow im Kirchenkreis Uckermark der Evangelischen Kirche Berlin-Brandenburg-schlesische Oberlausitz.

## Geschichte und Architektur
Die Kirche steht von der Straße zurückgesetzt an einer Anhöhe. Das Bauwerk ist ein flachgedeckter rechteckiger Feldsteinbau mit eingezogenem Rechteckchor und Westturm von Schiffsbreite aus der zweiten Hälfte des 13. Jahrhunderts. Der quadratische Turmaufsatz aus Backstein mit gemauertem achteckigem Spitzhelm wurde 1883 errichtet. Im Westen erschließt ein gestuftes Spitzbogenportal mit kleinem Kreisfenster darüber das Bauwerk, in der Ostwand ist eine Dreifenstergruppe eingelassen. Innen wird der Raum mit einer durchgehenden Balkendecke aus dem Jahr 1881 abgeschlossen, der Triumphbogen wurde dafür entfernt; eine Restaurierung erfolgte im Jahr 1961.

## Ausstattung
Das Hauptstück der Ausstattung ist ein neugotisches Retabel von 1881. Vom Kanzelaltar aus dem Jahr 1713 sind noch folgende Reste erhalten: die schwere hölzerne Kanzel mit Treppe, der Korb mit blattwerkbesetzten Kanten und Stifterwappen in einer Füllung, die auf zwei kräftigen Voluten ruht. Vom ehemaligen Altaraufbau stammt die wohlgestaltete Türrahmung mit Akanthuswangen und Putten, die wie die Kanzel in dunklem Holzton gehalten ist. Ein künstlerisch wertvoller hölzerner Kruzifixus wurde Anfang des 16. Jahrhunderts geschaffen, die Bemalung des krabbenbesetzten Kreuzes und die Evangelistensymbole in den Medaillons an den Balkenenden wurden gegen Ende des 19. Jahrhunderts erneuert. In der Ostwand sind fünf Figurengrabsteine der Familie von Arnim eingelassen: einer von 1568, von 1571 (Flachrelief eines Ehepaars), 1578, 1591 (Kindergrabstein) und 1598. Vier Wappenschilde der Familie von Arnim stammen aus den Jahren 1568, 1578, 1591 und 1595 und sind auf der Westempore angebracht. Die Orgel ist ein Werk eines unbekannten Orgelbauers aus der Zeit um 1850 mit neun Registern auf einem Manual und Pedal.
In der Südvorhalle (vermutlich aus den Jahren 1881/1883 sowie 1996 erneuert) steht ein Inschriftgrabstein aus dem 18. Jahrhundert. Zur Ausstattung gehören mehrere Zinngeräte: ein Leuchterpaar von 1660, zwei Kelche aus den Jahren 1660 und 1800, eine Taufschale von 1851. Drei Glocken stammen aus dem 14. Jahrhundert sowie aus dem 15./16. Jahrhundert; eine weitere wurde 1851 von Joachim und Andreas Becken aus Stettin geschaffen.